# Монет (Арканзас)
Монет (енгл. Monette) град је у америчкој савезној држави Арканзас.

## Демографија
По попису из 2010. године број становника је 1.501, што је 322 (27,3%) становника више него 2000. године.
| Група             | 2000.         | 2010.         |
| Белци             | 1.132 (96,0%) | 1.397 (93,1%) |
| Афроамериканци    | 1 (0,1%)      | 3 (0,2%)      |
| Азијати           | 0 (0,0%)      | 0 (0,0%)      |
| Хиспаноамериканци | 31 (2,6%)     | 85 (5,7%)     |
| Укупно            | 1.179         | 1.501         |